# Kagamine Rin/Len
Kagamine Rin et Len (鏡音リン・レン) sont des personas humanoïdes exprimés par le biais d'une application de synthèse vocale développée par Crypton Future Media. Cette banque de voix utilise les logiciels Vocaloid 2 et Vocaloid 4. Ils sont sortis le 27 décembre 2007. Leurs voix sont synthétisées à partir de celle de l'actrice Asami Shimoda (en). Ils jouent dans des concerts en direct sur scène sous forme de projections animées. Beaucoup de chansons sont créées avec leurs voix.
L'idée de leurs prénoms provient de caractères dans Ken le Survivant et aussi d'un jeu de mots avec les termes anglais « right/left » (« droite/gauche »), donnant « Rin/Len », comme sur les écouteurs. Leur nom provient de la fusion des mots japonais pour miroir (鏡, kagami) et son (音, ne). Le tout donne donc « La gauche et la droite du miroir du son ».

## Développement

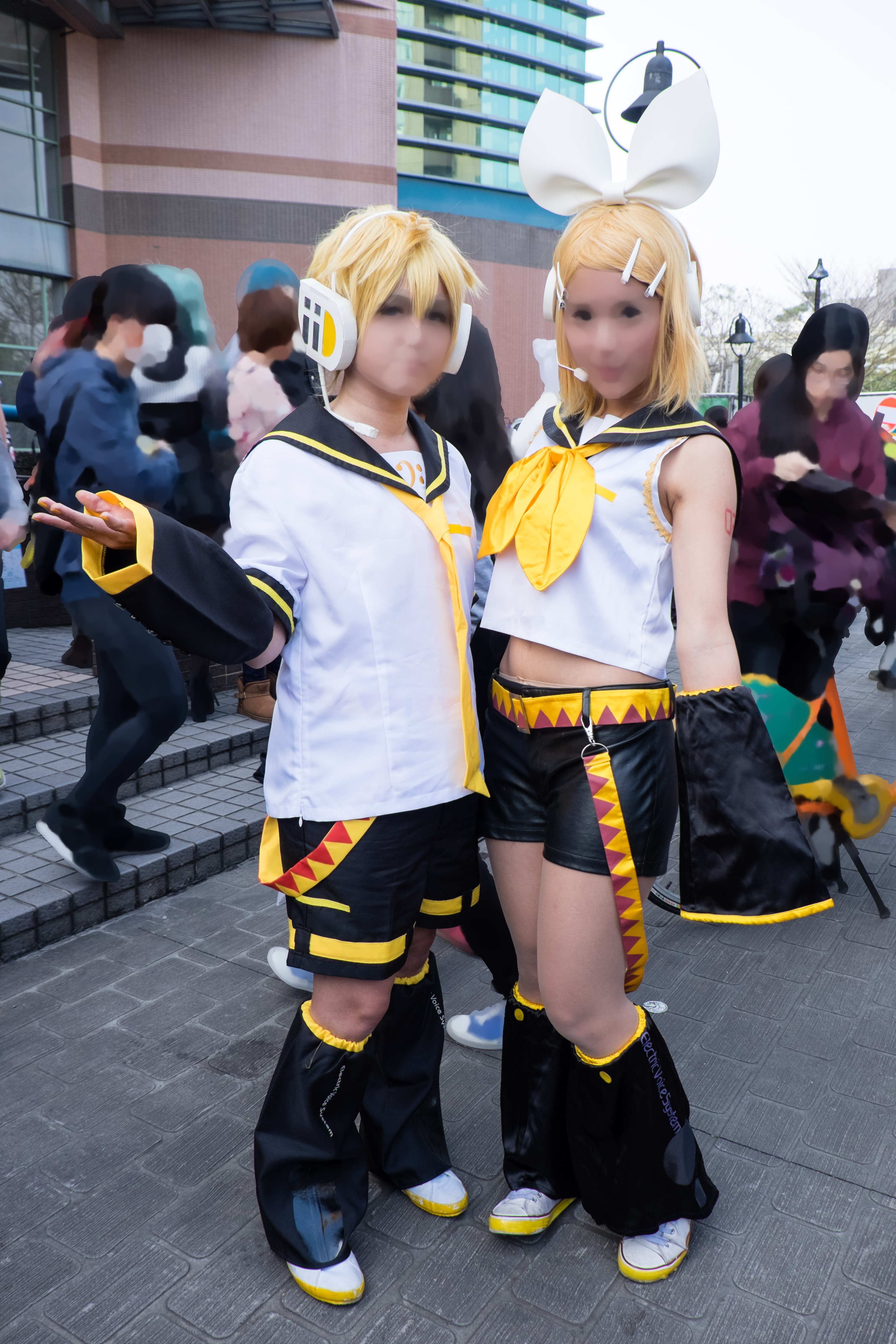
cosplay de Rin et Len

Rin et Len sont développés par Crypton Future Media en utilisant le Vocaloid 2 de Yamaha. Leurs voix ont été créés par le prélèvement d'échantillons vocaux de la chanteuse et seiyū Asami Shimoda à un ton et un pas contrôlés.

### Logiciel supplémentaire
En raison d'un nombre de plaintes et de problèmes avec la voix d'origine, il a été remplacé par le paquet « act2 ». Ce paquet a agi indépendamment du paquet d'origine. Il a abordé des problèmes quant à leur capacité de vocaliser clairement. Les gens qui ont acheté l'ancienne version ont été en mesure de réclamer le disque mis à jour jusqu'au 20 septembre 2008.
Après qu'Hatsune Miku Append a été publié pour Hatsune Miku, Kagamine Rin & Len Append a été publié pour Rin et Len. Les ajouts de Rin sont « pouvoir », « chaleureuse » et « douce », tandis que les ajouts de Len sont « pouvoir », « froid » et « sérieux ».
Une mise à jour des Kagamines Rin/Len est sortie le 29 octobre 2015 sur Vocaloid 4.

## Marketing
20 000 exemplaires ont été vendus lors de la publication initiale. Le paquet Kagamine Append a été publié et est allé directement à la 5e place en décembre 2010, lors de sa publication.

## Caractéristiques

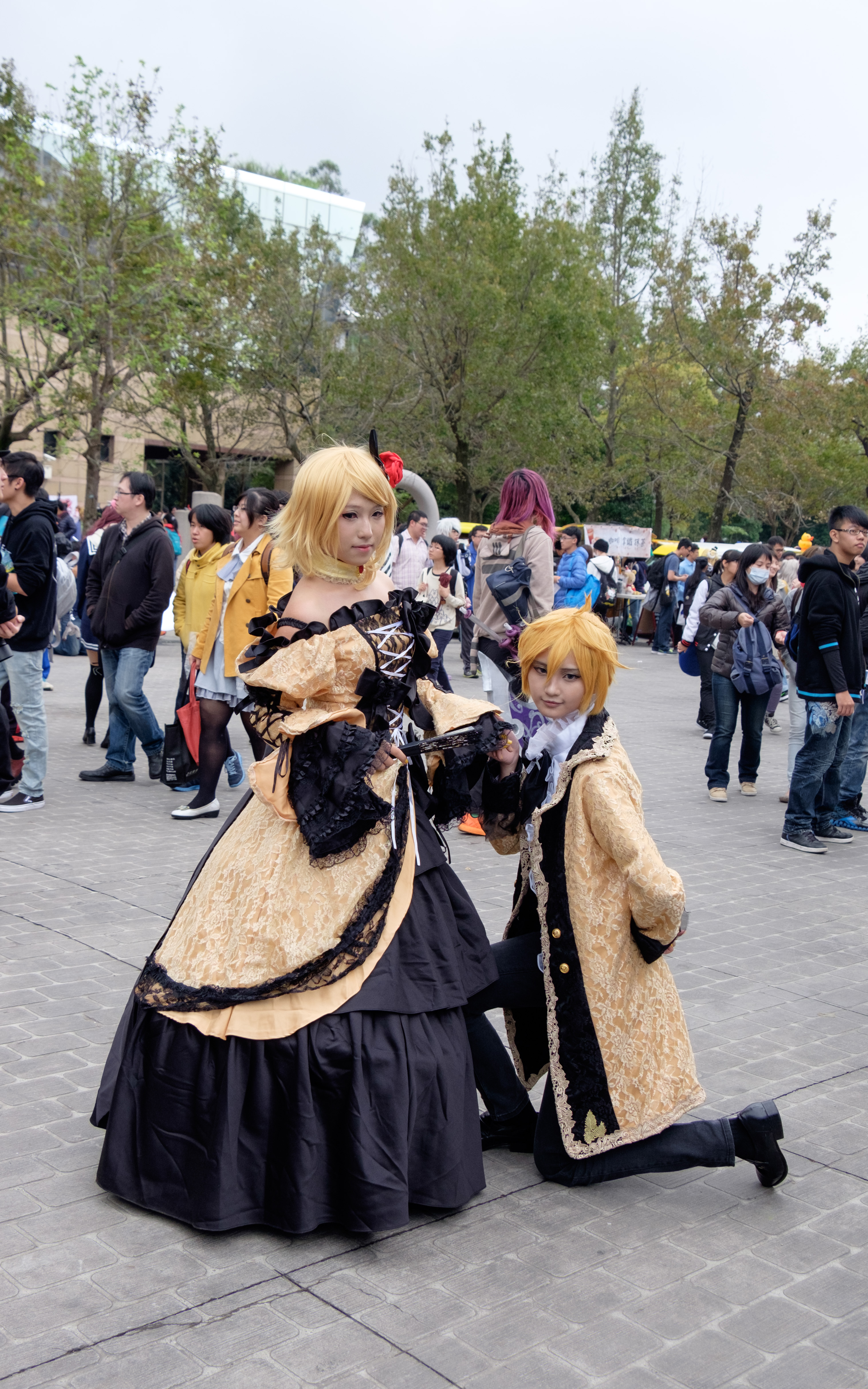
Cosplay de Rin/Len en 2015.

Le concept initial de Crypton était que Rin/Len soient des jumeaux avec une paire de banque de voix masculines et féminines. Néanmoins, ils ne le sont pas : l'un est juste le reflet de l'autre dans le miroir du son.
Rin est une jeune fille âgée de 14 ans, qui mesure 1,52 m et pèse 43 kg. Len, quant à lui, est un garçon également âgé de 14 ans mais mesure 1,56 m et pèse 47 kg.

### Rin
| Âge    | 14 ans |
| Taille | 1,52 m |
| Poids  | 43 kg  |

| Append    | Tempo suggéré | Gamme vocale suggérée |
| --------- | ------------- | --------------------- |
| ACT2      | 85-175BPM     | F♯3-E♯5               |
| Puissance | 65-170BPM     | F3-B4                 |
| Chaleur   | 60-160BPM     | F3-B4                 |
| Douceur   | 55-155BPM     | G3-C5                 |

### Len
| Âge    | 14 ans |
| Taille | 1,56 m |
| Poids  | 47 kg  |

| Append    | Tempo suggéré |
| --------- | ------------- |
| ACT2      | 70-160BPM     |
| Puissance | 65-170BPM     |
| Froid     | 60-160BPM     |
| Sérieux   | 55-155BPM     |

## Musique vedette
Certains albums comme Neru feat.KENN se sont hissés en haut des classements musicaux Oricon.